# Anoplodactylus lentus
Anoplodactylus lentus är en havsspindelart som beskrevs av Wilson, E.B. 1878. Anoplodactylus lentus ingår i släktet Anoplodactylus och familjen Phoxichilidiidae. Inga underarter finns listade i Catalogue of Life.